# 塞纳-马恩省
塞纳-马恩省（法語：Seine-et-Marne，法語發音：[sɛn e maʁn] ⓘ）是法國法蘭西島大區所轄的省份，得名于塞纳河与马恩河。該省編號為77。

## 历史
塞纳-马恩省是法国最初的83个省份之一，成立于法国大革命期间的1790年3月4日，根据1789年12月22日的法律而成立。法国大革命之前它属于行省法兰西岛省。

## 气候
塞纳-马恩省属大西洋温带气候。其平均降雨量基于枫丹白露的数据，为650毫米，低于法兰西岛的平均值600毫米。省会默伦的1953年-2002年期间的1月平均气温为3.2 °C，7月平均气温为18.6 °C。